# Кысынды
Кысынды (баш. Ҡыҫынды) — деревня в Краснозилимском сельсовете Архангельского района Республики Башкортостан России.

## Население
| 2002 | 2009 | 2010 |
| ---- | ---- | ---- |
| 365  | ↗394 | ↘304 |

Согласно переписи 2002 года, преобладающая национальность — башкиры (93 %).

## Географическое положение
Расстояние до:
- районного центра (Архангельское): 12 км,
- центра сельсовета (Красный Зилим): 4 км,
- ближайшей железнодорожной станции (Приуралье): 16 км.